# Babaeski
Babaeski est une ville et un district de la province de Kırklareli dans la région de Marmara en Turquie. À l'époque de l'Empire byzantin, la ville est connue sous le nom de Bulgarophygon et est le théâtre d'une importante bataille en 896.